# Piera Aulagnier
Piera Aulagnier, [AFI: /olaɲe/], de soltera Spairani; (Milán; 19 de noviembre de 1923-Suresnes; 31 de marzo de 1990) fue una psiquiatra y psicoanalista italiana. Sus contribuciones al psicoanálisis incluyen los conceptos de violencia interpretativa, pictograma y proceso originario.

## Biografía
Aulagnier nació en Milán en 1923. Pasó sus primeros años en Francia, y su adolescencia en Egipto.
Experimentó su entrenamiento en análisis con Jacques Lacan de 1955 a 1961. En 1969, Aulagnier, Jean-Paul Valabrega y François Perrier crearon la Organización psiconálitica de la lengua francesa. La organización jugó un papel importante en el estudio del psicoanálisis post-Lacaniano, fue miembro fundadora de la revista Topique. Aulagnier es considerada una de las más importantes e influyentes figuras de su época dentro del psiconálisis, junto con Jean Laplanche, Jean-Bertrand Pontalis y André Green.
La teoría de Aulagnier trata las experiencias de las relaciones entre el infante y su madre durante la niñez. Avanzando en las teorías de Donald Winnicott y Lacan, Aulagnier ofrece una teoría original de psicosis de niño.
Murió en París en 1990. Estuvo casada con Cornelius Castoriadis de 1968 a 1978.

## Algunas publicaciones
- Piera Aulagnier. La violencia de interpretación (1975). La Biblioteca Nueva del Psicoanálisis. Brunner-Routledge, 2001. ISBN 0415236762

### En francés
« Le comportement transférentiel chez le sujet interné », collectif Etudes introductives à la psychothérapie à l'hôpital psychiatrique, L'information psychiatrique, 34º año, 4ª serie, N.º 5, 1958
« Comment peut-on ne pas être persan ? » L'inconscient, no 1 1967
« Sociétés de psychanalyse et psychanalyse de société» Topique, 1, 1969
- La violence de l'interprétation - du pictogramme à l'énoncé, París, PUF 1975, reed. 2003 ISBN 2-130-53720-0

- Les destins du plaisir aliénation, amour, passion : Séminaire Sainte-Anne, années 1977 et 1979. París, Presses universitaires de France, col. « Fil rouge / Section 1, Psychanalyse » 18, 1979 ISBN 978-2-130-36114-5

- Les Destins du plaisir, aliénation, amour, passion, París, PUF, coll. «Le fil rouge», 1979 ISBN 978-2-13-036114-5

- L'apprenti historien et le maître sorcier, París, PUF 1984

- Un interprète en quête de sens, París, Payot-poche, ISBN 2-228-89458-3

- « Quelqu'un a tué quelque chose » Topique, nos 35-36

- Piera Aulagnier, Jean Clavreul, Conrad Stein, Collectif : L'inconscient, 9 v. ed. Bibliothèque des Introuvables, 2002 ISBN 284575115X